# Usbergo
L'usbergo era un tipo di protezione individuale medievale comparso nei primi secoli del Basso Medioevo.
Chiamato con questo nome solo in epoca medievale, è la diretta evoluzione della cotta di maglia di ben più antica origine: la protezione realizzata in tessuto di maglia metallica si pensa sia infatti un'invenzione di area celtica, presto adottata poi dai vicini Romani e da tutte le popolazioni di area mediterranea. Nella sua forma medievale raggiunse dimensioni sempre maggiori, aumentando la copertura del solo torso realizzata dal giaco: copriva gambe e parti del corpo che la cotta di maglia di epoche più antiche proteggeva con altre forme di armamento cadute in disuso per motivi  tecnici o culturali.
L'usbergo consisteva di una lunga cappa di maglia ad anelli di ferro che proteggeva fino alle gambe dai fendenti di arma da taglio, ma non da colpi di punta o contusioni. L'usbergo, per la scarsa rigidità, non era efficace contro i colpi violenti e veniva sempre indossato sopra una tunica imbottita detta gambesone o zuparello, che inoltre proteggeva il corpo dallo sfregamento del metallo.